# Mattéo Le Corvec
Mattéo Le Corvec (Francia, 4 de enero de 2001) es un jugador profesional francés de rugby que se desempeña en la posición de segunda línea en Rugby Club Toulonnais, equipo perteneciente a la liga Top 14.

## Carrera
Le Corvec es un jugador de formación francesa (JIFF). En 2015 comenzó su carrera deportiva con el equipo Rugby Club Toulonnais, donde lleva jugando nueve temporadas.